# Luigi Stallone

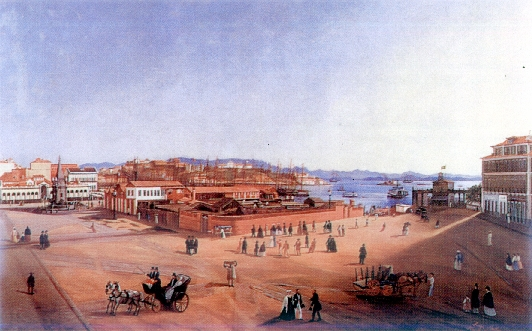
Largo do Paço (1865), pintura de Luigi Stallone. Acervo do Museu do Primeiro Reinado, Rio de Janeiro.

Luigi Stallone (Nápoles, 1802 — Rio de Janeiro, 1878) foi um pintor, desenhista e professor italiano que se transferiu para o Brasil, fixando residência na cidade do Rio de Janeiro, onde permaneceu até a sua morte.

## Biografia
Do pouco que se conhece da sua biografia, é sabido que estudou  na Academia de Belas Artes de Nápoles, sua cidade natal. Nessa mesma Academia, por algum tempo, exerceu o magistério. Na época, deve ter participado de algumas mostras de arte, tanto que numa delas recebeu importante láurea. 
Em 1843 chegou ao Brasil, tendo escolhido a capital do Império para sua residência. No mesmo ano participou da Exposição Geral promovida pela Academia Imperial de Belas Artes, apresentando cinco retratos. Um deles, intitulado Retrato do falecido Presidente do Tribunal Criminal do Principado citerior do Reino de Nápoles, vinha acompanhado da seguinte referência: "Medalha de primeira classe na exposição de 1833 em Nápoles".
Voltou a expor em 1844, 1847 e 1849, sempre com retratos com duas exceções em 1847 - Bailarina de Pompeia e Bacante de Pompeia.
Gonzaga Duque, excelente crítico, porém às vezes nem sempre imparcial, escreveu sobre o pintor o seguinte: "menos feliz (do que Buvelot) foi o retratista Luiz Stalloni (sic) que em 43 expunha dous retratos sofríveis, e em 44 apresentava trabalho abaixo da mediocridade. Esse insucesso fê-lo abandonar o Rio de Janeiro e domiciliar-se em uma das províncias do sul. Longe da capital do Império, foi sendo esquecido a pouco até desaparecer completamente da falange dessa geração".  
É possível que, após participar da exposição de 1849, tenha feito alguma incursão pelas províncias do sul. Mas, por outro lado, é certo que jamais foi esquecido porque, poucos anos depois, constatava-se a sua presença no Rio de Janeiro como professor de Desenho de Figura no Liceu de Artes e Ofícios juntamente com bom número de personalidades de renome tais como Manuel Antônio de Almeida, Vítor Meireles, Costa Miranda, Agostinho José da Mota e Carlos de Laet que ali lecionava francês.